# Episinus panamensis
Episinus panamensis är en spindelart som beskrevs av Levi 1955. Episinus panamensis ingår i släktet Episinus och familjen klotspindlar.
Artens utbredningsområde är Panama. Inga underarter finns listade i Catalogue of Life.